# Сташа Копривица
Станислава „Сташа” Копривицa (Београд, 19. април 1984) је српска позоришна редитељка и сценаристкиња. Опробала се и у глуми у филму Шејтанов ратник (2006).

## Биографија
Рођена је 19. априла 1984. године у Београду. Завршила је позоришну и радио режију на Факултету драмских уметности у Београду са дипломском представом "Мандрагола" (2007) у позоришту "Бошко Буха" и наградом "Хуго Клајн" за најбољег студента режије. До сад је режирала преко петнаест позоришних комада, написала два драмска текста, а сценариста је и неколико ТВ серија.
Пише за ЛОЛА магазин и БУРО Сербиа.
Бавила се музиком у оквиру бенда Фанданго.
Живи и ради у Београду и Херцег Новом.
Удата је за филмског редитеља и продуцента Ивана Мариновића. Ћерка је Стевана Копривице.

## Дела

### Позоришне представе
- Модро благо (2017) - Градско позориште[7]
- Љубав и мода (2017) - Мадленијанум[8]
- Прича се по граду (2016) - ГМР продукција
- Чаробњак из Оза (2015) - Позориште Бошко Буха[8]
- Упознај мог тату (2015) - Дом омладине Београда[8]
- Анђели чувари (2014) - Београдско драмско позориште[8]
- Чорба од канаринца (2013) - Звездара театар[8]
- Пакована девојка (2012) - ФЈАКА, Београдско драмско позориште
- Цврчак и мрав (2011) - Позориште лутака Пинокио[8]
- Ноћ четири мјесеца (2010) - Херцегновско позориште
- Плави зец (2010) - Позориште Бошко Буха[8]
- Три секунде" (2009) - КУЛТ Театар
- У пола цене (2008) - Београдско драмско позориште[8]
- Дневник Ане Франк" (2008) - опера, Мадленианум[8]
- Не играј на Енглезе (2007) - Београдско драмско позориште[8]
- Мандрагола (2007) - Позориште Бошко Буха[8]
- Шума (2005) - Југословенско драмско позориште
- Шта је собар видео? (2005) - Сцена "Мата Милошевић"
- Карма-Кома (2004) - ДАДОВ
- Пинокио (2003) - Позориште Бошко Буха[8]

### Позоришни комади
- Прича се по граду (2016) - ГМР продукција
- Анђели чувари (2014) - Београдско драмско позориште

### ТВ серије
- Немој да звоцаш (2016-) - косценариста
- Певај, брате! (2011–2013) - сценариста 1. и 2. сезоне
- Премијер (2007) - косценариста 1. сезоне
- Отворена врата (2014) - епизода "Мајка Храброст"

### Филм
- Шејтанов ратник (2006), Тића
- Шишање (2010), ауторка приче